# Америке, Ричард
Ричард Америке (англ. Richard Ameryk, 1440 — 1503 гг.) — бристольский купец и судовладелец, в честь которого, возможно, назван Американский континент.
Родился в Уэстоне (графство Герефордшир).
Женился на Люси Уэлз и жил некоторое время в Сомерсете. Потом решил перебраться в Бристоль, где открыл собственное дело.
Немалые доходы от торговли позволили Америке получить общественное признание. Он трижды возглавлял королевскую таможню, а в 1497 г. стал шерифом Бристоля. В том же году на его средства был построен корабль «Мэтью», который Америке предоставил Джону Каботу для морского путешествия в западном направлении.
По некоторым данным, Америке добился аудиенции у Генриха VII, после которой король разрешил Каботу и его трём сыновьям «плавать по всем местам, областям и берегам Восточного, Западного и Северного морей».